# Campylaspis umbensis
Campylaspis umbensis är en kräftdjursart som beskrevs av Gurwitch 1939. Campylaspis umbensis ingår i släktet Campylaspis och familjen Nannastacidae.
Artens utbredningsområde är Norra Ishavet. Inga underarter finns listade i Catalogue of Life.